# Brohmer Berge

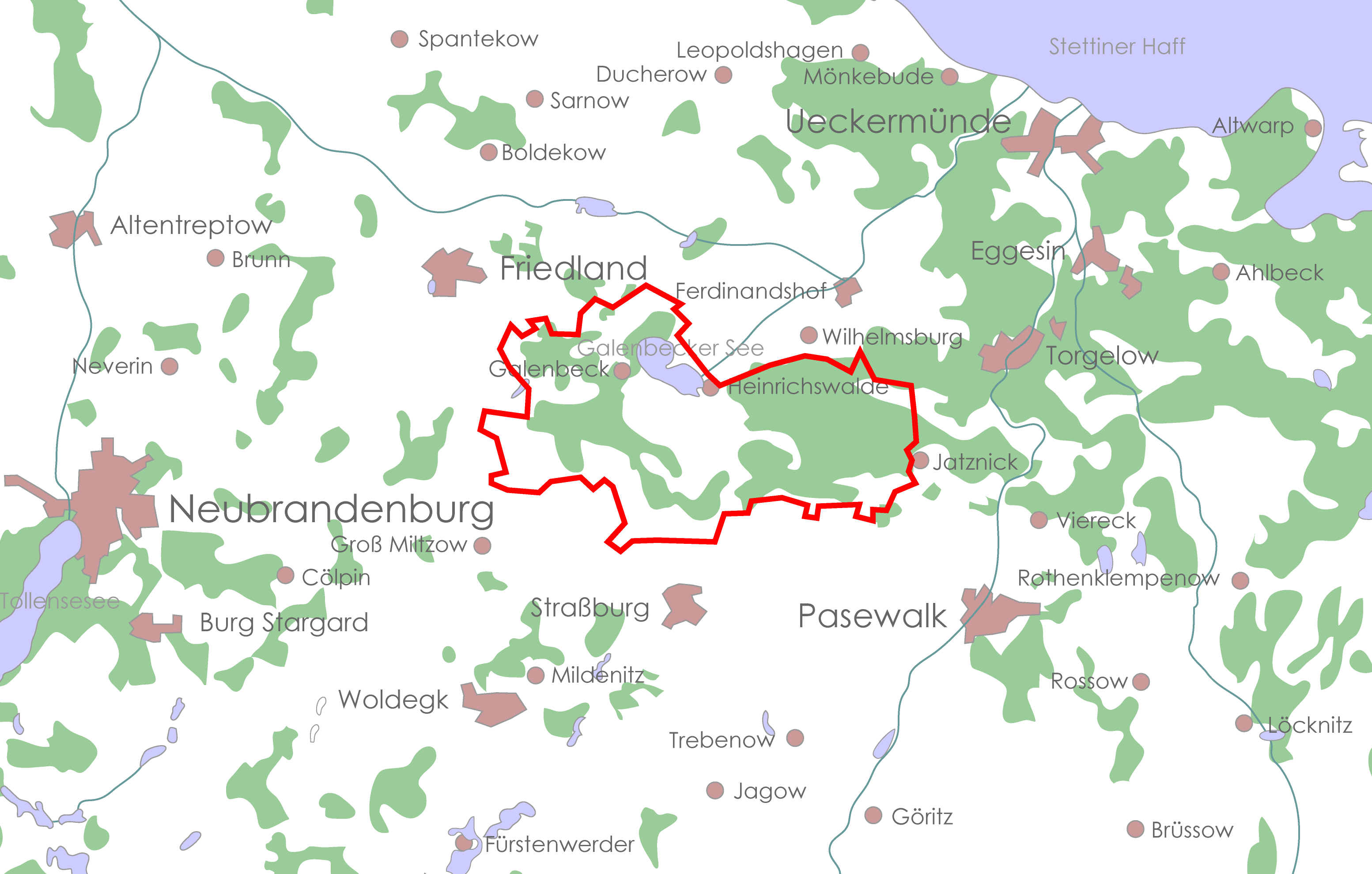
Lage des LSG „Brohmer Berge“

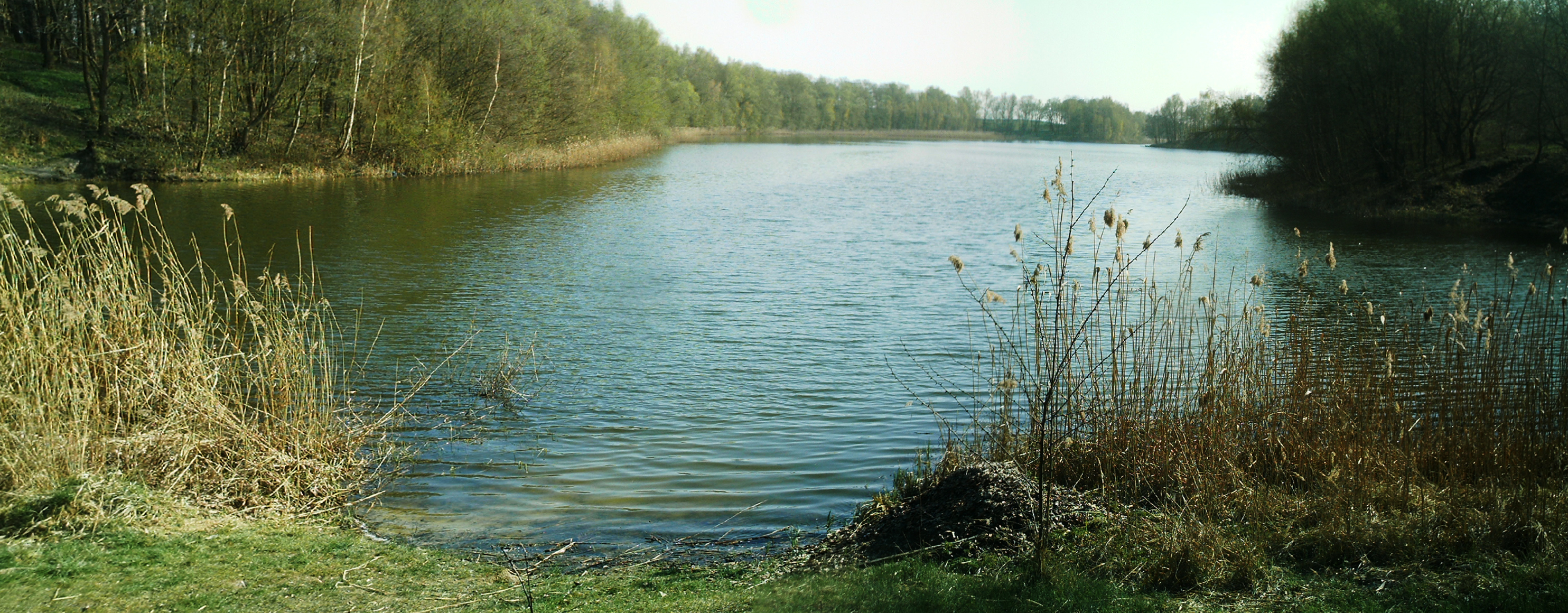
Demenzsee

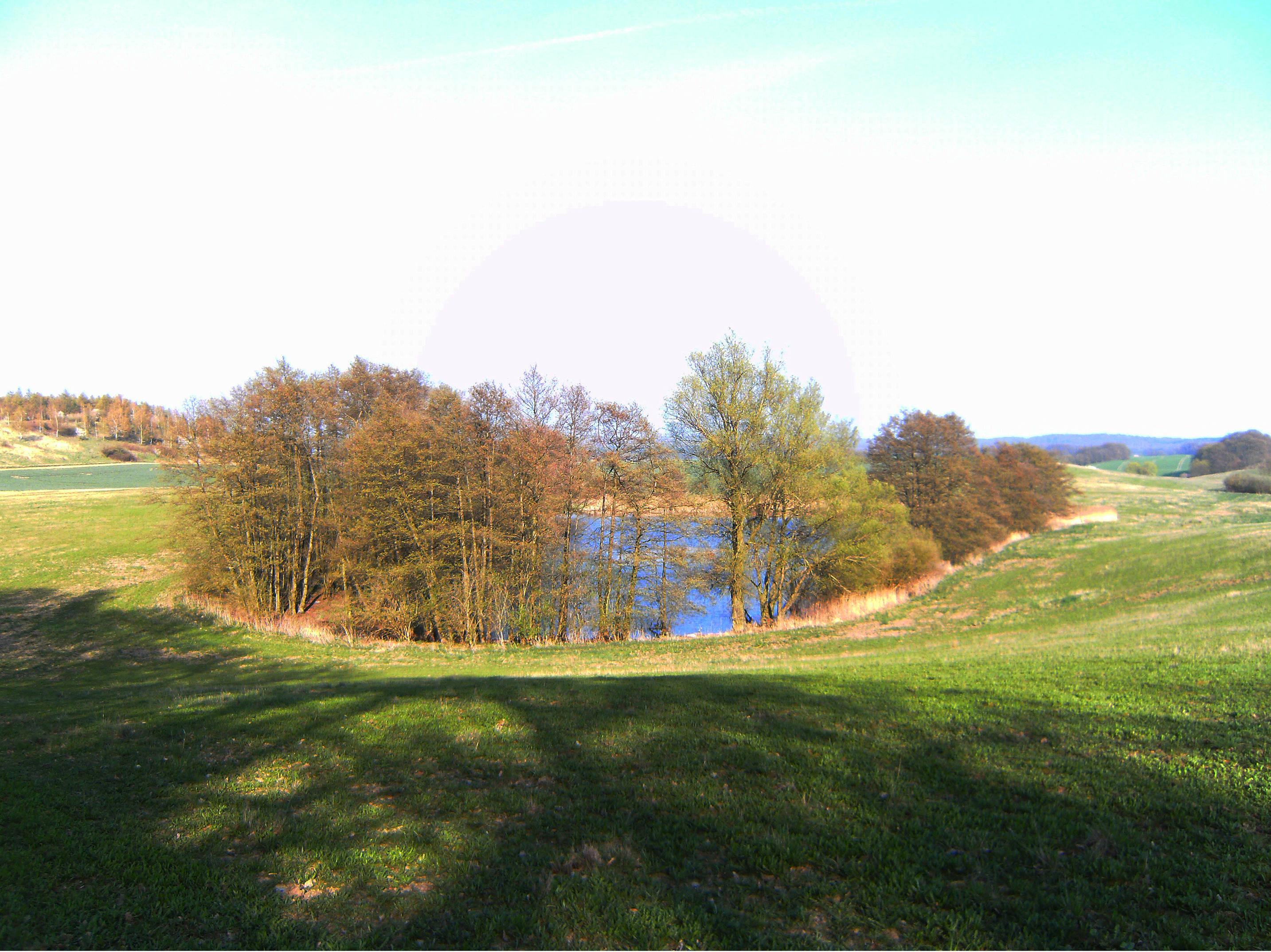
Soll bei Klepelshagen

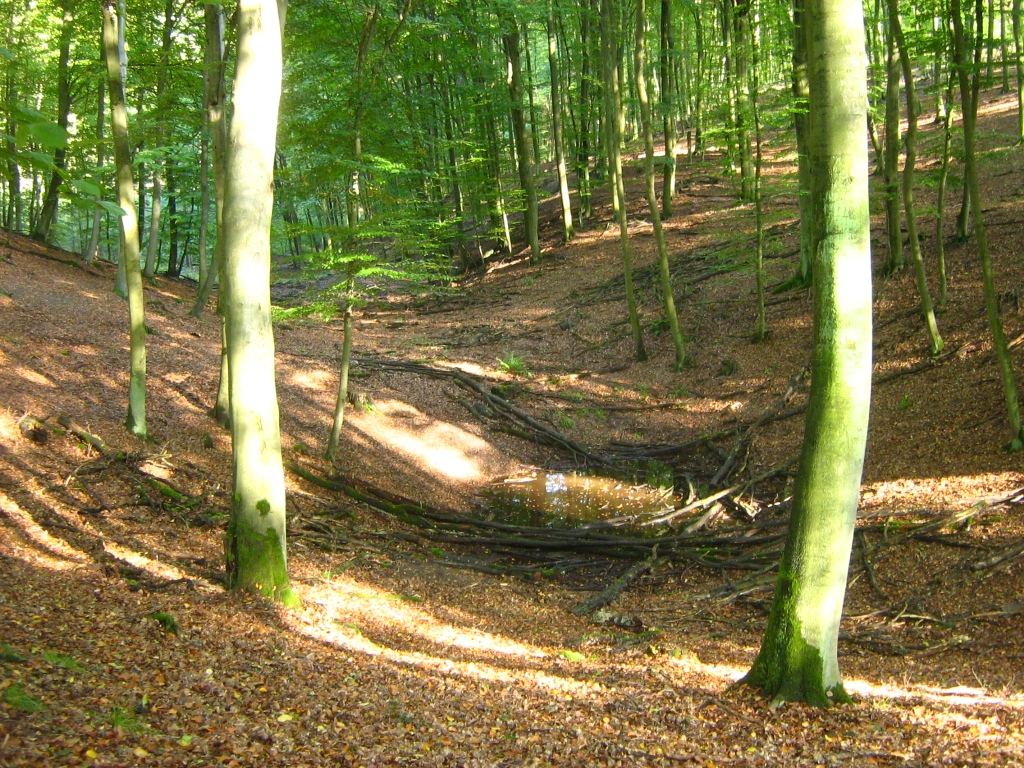
Stark bewegtes Relief und Buchenmischwald

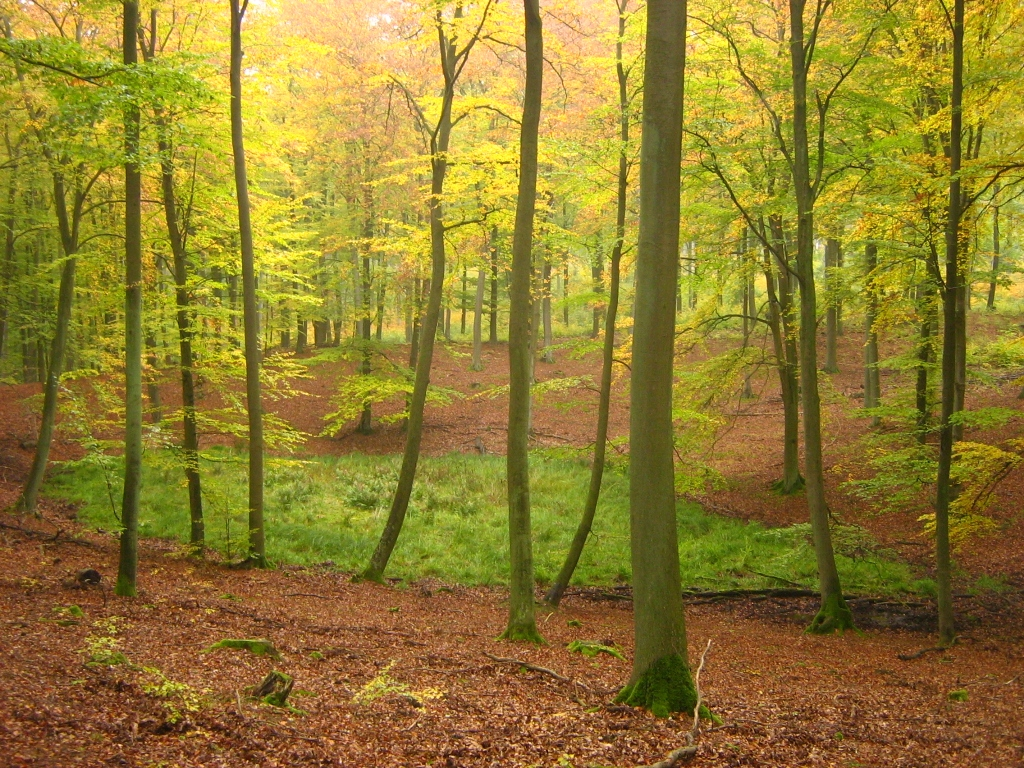
Vermoorte Senke

Die Brohmer Berge sind ein bis 153,1 m ü. NHN hoher und rund 6500 Hektar großer Endmoränenzug in den Landkreisen Mecklenburgische Seenplatte und Vorpommern-Greifswald im Südosten des deutschen Bundeslandes Mecklenburg-Vorpommern. Benannt sind sie nach dem Friedländer Ortsteil Brohm (Brohm oder broma aus dem Slawischen für „Tor“).

## Geographie

### Lage
Die Brohmer Berge erstrecken sich östlich des Dorfs Brohm zwischen den Städten Friedland im Nordwesten und Strasburg im Südosten. Im Westen reichen sie bis zum Ort Schönbeck und im Osten bis Jatznick. Knapp 12 km südlich der Brohmer Berge, die Teil des Geoparks Mecklenburgische Eiszeitlandschaft sind, befinden sich die Helpter Berge.

### Erhebungen

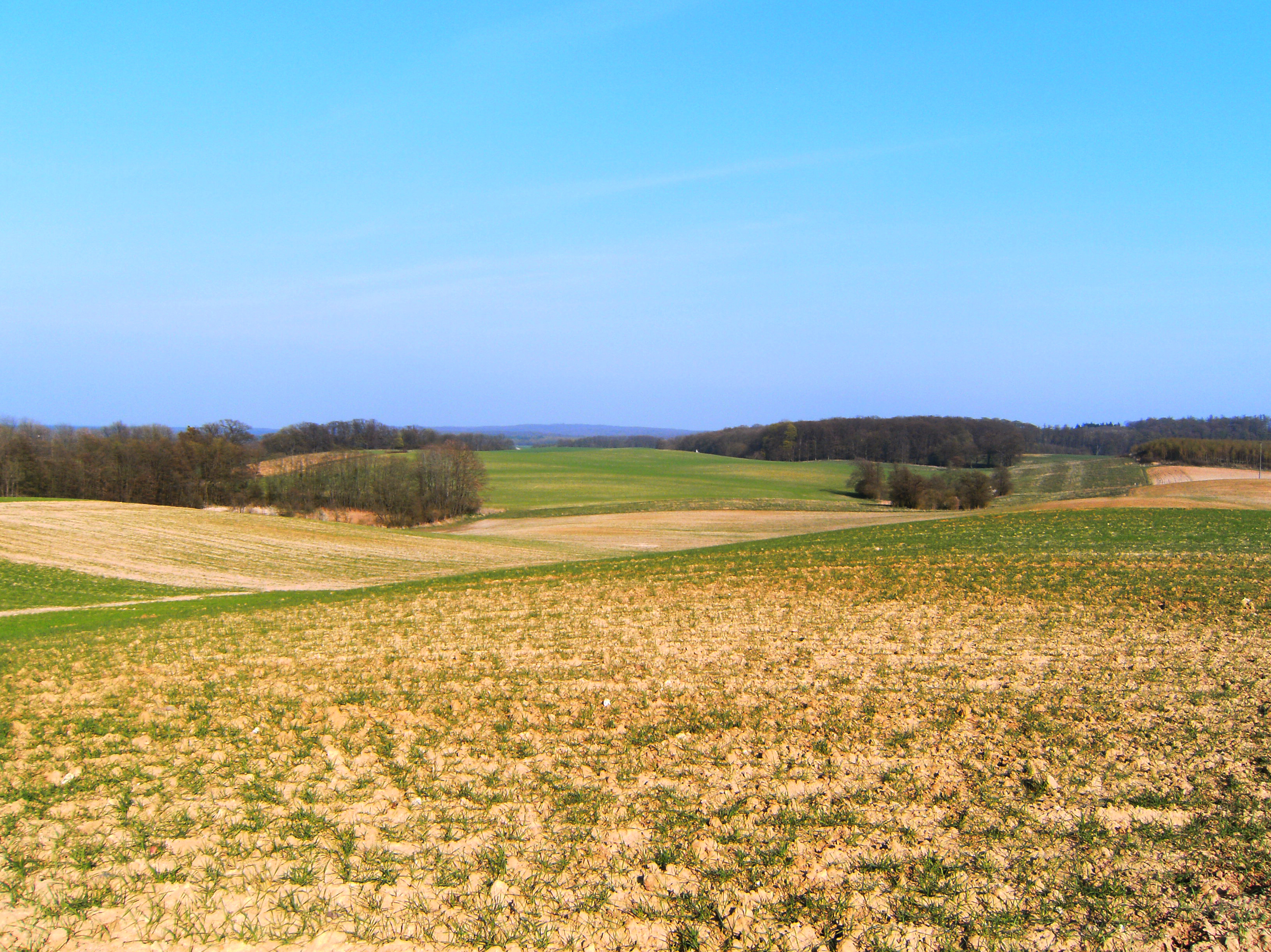
Landschaft bei Klepelshagen

Zu den Erhebungen der Brohmer Berge und deren östlichem Umfeld gehören (Höhe in Meter über Höhennull), in der Regel laut :
- Matzdorfer Höhe (153,1 m) – etwa 1,2 km nordwestlich von Matzdorf im Ratteyer Wald
- Luderberg  (133,3 m) – südsüdwestlich von Klepelshagen
- Brohmer Berg (131 m) – etwa 2,5 km südöstlich von Brohm
- Römerberg (129,3 m) – nordwestlich von Waldeshöhe
- Düntzelberg (128 m) – nördlich von Matzdorf
- Schanzenberg (125,5 m) – nordöstlich von Rosenthal im NSG „Burgwall Rothemühl“
- namenlose Erhebung (124,3 m) – im Forst Nettelgrund
- Fuchsberg (122,8 m) – östlich von Matzdorf
- Kaspers Berg (114,2 m) – westlich von Jatznick
- Ziegler Berg (113,3 m) – nordnordwestlich von Rosenthal
- Splettberg (105,8 m) – westlich von Rosenthal
- Sauberg (105,6 m) – im Forst Nettelgrund

### Gewässer
In den Brohmer Bergen gibt es zahlreiche Sölle, vermoorte Senken und vereinzelt kleine Quellbäche. Im Westen tangiert der Golmer Mühlbach das Gebiet und am nördlichen Fuß der Brohmer Berge liegt der Galenbecker See. Weitere Seen am Rand der Brohmer Berge sind der Brohmer Stausee, der Schönhauser See, der Schmiedegrundsee, der Michaelssee und der Demenzsee.

### Ortschaften
Im bewaldeten Kerngebiet der Brohmer Berge gibt es keine geschlossenen Wohnplätze. An der Peripherie des Gebietes liegen die Ortschaften:
- Friedland – mit dem Ortsteil Brohm
- Galenbeck – mit den Ortsteilen Friedrichshof, Rohrkrug und Wittenborn
- Jatznick – mit den Ortsteilen Klein Luckow, Groß Spiegelberg und Waldeshöhe
- Rothemühl – mit den Wohnplätzen Ausbau und Nettelgrund
- Schönbeck – mit den Ortsteilen Charlottenhof und Rattey
- Schönhausen – mit dem Ortsteil Matzdorf
- Strasburg – mit den Ortsteilen Gehren, Klepelshagen, Neuensund, Rosenthal und Schwarzensee
- Voigtsdorf

## Geologie
Die Brohmer Berge entstanden vor etwa 13.700 Jahren als Stauchendmoräne der Rosenthaler Staffel, der Hauptendmoräne des Mecklenburger Stadiums der Weichselvereisung. Der aus Norden kommende und nur noch einige hundert Meter hohe Gletscher schob sich ein letztes Mal ins Landesinnere. Dabei wurde er durch die bereits von früheren Eisvorstößen geprägten Höhenzüge gestoppt. Die Eismassen wirkten mit enormen Kräften auf den Untergrund, so dass Teile der saaleeiszeitlichen Sedimente und sogar Schichten des Tertiär um mehr als 100 Meter in die Höhe geschoben wurden. Durch diese Bewegungen wurde das vor dem Eisrand liegende Material zu Stauchwällen zusammengeschoben. Die als Rosenthaler Stauchendmoräne bezeichnete Erhebung gliedert sich in zwei Loben, den westlich gelegenen Klepelshagener Lobus und den östlich gelegenen Jatznicker Lobus. Bei Rothemühl treffen beide Loben zusammen. In der Senke zwischen den Loben, östlich des Schanzenberges, befand sich das bedeutendste Gletschertor der Brohmer Berge. Das austretende Schmelzwasser schuf hier im Vorland die Rinne, in der sich heute der Demenzsee befindet. Andere Gletschertorspuren bzw. davor gebildete Rinnen sind innerhalb der Brohmer Berge nur unbedeutend ausgeprägt. Sandersande wurden nur vereinzelt und in geringer Menge sedimentiert. Das Vorland der Brohmer Berge besteht daher überwiegend aus Resten älterer Endmoränen und aus Grundmoränensedimenten des Pommerschen Stadiums der Weichselvereisung. Da die größte Menge des Gletscherschmelzwassers die Endmoräne der Brohmer Berge nicht überwinden konnte, bildete sich im Rückland der Moräne der Haffstausee, dessen sedimentierte Beckensande die Ueckermünder Heide heute prägen. Im westlichen Teil des Rücklandes entstanden in einem Gletscherzungenbecken die vermoorte Niederung der Friedländer Großen Wiese und der Galenbecker See.
Die Rosenthaler Staffel gilt als Modellbeispiel für Stauchendmoränen im Jungmoränenland.
Bei Jatznick wurden in der Vergangenheit eozäne und oligozäne Tone, speziell hochwertige Rupeltone, abgebaut. Die Gruben sind heute zugeschüttet. Gegenwärtig werden hier oligozäne Kiese in kleinflächigen Tagebauen gewonnen.

## Flora und Fauna
Die Brohmer Berge sind fast vollständig bewaldet. Hauptbaumart ist die Rotbuche. Es überwiegen naturnahe Buchen- und Buchenmischwälder mit entsprechender Begleitvegetation (Milio-Fagetum). Häufige Mischbaumarten sind Kiefer, Traubeneiche, Hainbuche, Bergahorn und Winterlinde. In vermoorten Senken wachsen Birken und Schwarzerlen.
Besonderheiten der Fauna in den Brohmer Bergen sind das Vorkommen von Hirschkäfer, Heldbock, Kammmolch, Rotbauchunke, Großem Mausohr und Pirol. Hauptwildarten sind Rot-, Schwarz- und Rehwild.

## Schutzgebiete
In den Brohmer Bergen wurden die Naturschutzgebiete Klepelshagen und Burgwall Rothemühl eingerichtet. Die Landschaft ist Teil des Europäischen Vogelschutzgebietes Brohmer Berge (4.129 ha) und des FFH-Gebietes Wald- und Kleingewässerlandschaft Brohmer Berge (5.209 ha). Zudem ist sie Teil des 18.600 Hektar großen Landschaftsschutzgebietes Brohmer Berge.

## Verkehrsanbindung
Südlich der Brohmer Berge verläuft ein Abschnitt der Bundesautobahn 20 (BAB 20), der den Endmoränenzug in West-Ost-Richtung tangiert. Von den Autobahn-Anschlussstellen Friedland und Strasburg ist der Höhenzug gut zu erreichen. Wiederum südlich der BAB 20 verläuft die Bahnstrecke Bützow–Szczecin, auf welcher täglich im Stundentakt Regional-Express-Züge der Linie RE 4 verkehren. Nächstgelegener Bahnhof zu den Brohmer Bergen ist der Bahnhof Oertzenhof. In Pasewalk bzw. Neubrandenburg besteht abgestimmter Anschluss nach Berlin, in Bützow nach Hamburg.